# Refuge d'Usciolu
Le refuge d'Usciolu est un refuge situé en Corse dans le massif du Monte Incudine.

## Caractéristiques
Le refuge est installé à 1 750 m d'altitude, en face du Monte Incudine (l'Incudine ou l'Alcudina en corse) sur le GR20, au-dessus de Chisa (mais sur la commune de Cozzano). Il est accessible toute l'année mais, comme tous les autres refuges du GR20, il n'est gardé que de mai/juin jusqu'à septembre/octobre. Les dates d'ouverture et de fermeture n'étant pas définies à l'avance, il faut se renseigner sur le site du parc naturel régional de Corse pour obtenir les informations exactes.

## Historique
Ce lieu était autrefois un endroit où l’on s’occupait des cochons, tenu par la famille Pantalacci. Avec l’apparition du GR 20, le refuge d’Usciolu a été construit et fut initialement gardé par Pierrot Pantalacci pendant 15 ans, puis par son fils, Baptiste Pantalacci avant d’être repris par son frère, Francis Pantalacci. C’est à ce dernier que l’on doit la renommée de ce lieu avec notamment l’instauration d’un ravitaillement, de l’initiation des locations de tente et de la possibilité de se restaurer le soir. Auparavant, les randonneurs devaient tout porter sur leur dos. Francis Pantalacci est resté plus de 25 ans gardien du refuge d’Usciolu.

## Accès
C'est le quatrième refuge (dans le sens sud-nord) présent sur le GR20. Le refuge précédent (au sud) sur le GR20 est le refuge de Matalza. Le refuge suivant (au nord) sur le GR20 est le refuge de Prati.